# Garden of Eden (canción de Lady Gaga)
«Garden of Eden» es una canción interpretada por la cantautora estadounidense Lady Gaga, incluida en su octavo álbum de estudio, Mayhem (2025). Fue escrita y producida conjuntamente por ella, Andrew Watt, Cirkut y Gesaffelstein. Su letra describe una aventura de una noche en un rave, con el uso de jardín del Edén como referencia al paraíso y otras referencias al cristianismo.
La canción tuvo una respuesta mayormente favorable de parte de la crítica, que la destacaron como una de las mejores dentro de Mayhem y elogiaron su producción, además de destacar la influencia de The Fame (2008), aunque otros reprocharon su letra por carecer de sentido. Por otra parte, sirvió como tema oficial del canal ESPN para su cobertura de la temporada 2025 de Fórmula 1.

## Antecedentes y composición
Tras el anuncio oficial de Mayhem, Gaga reveló el listado de canciones el 18 de febrero de 2025, con «Garden of Eden» como la tercera canción del álbum. Posteriormente, fragmentos de la letra fueron mostrados en el sitio web de la artista en forma de mensajes encriptados. El 5 de marzo, el canal ESPN transmitió un adelante de la canción, que serviría como tema oficial de su cobertura de la temporada 2025 de Fórmula 1.
«Garden of Eden» fue compuesta y producida conjuntamente por Gaga, Andrew Watt, Cirkut y Gesaffelstein, y cuenta con una duración de tres minutos y 59 segundos. Musicalmente, engloba los géneros pop, electropop y synth pop, con un sonido inspirado en el pop de la década del 2000 y un estribillo que incorpora un tartamudeo similar al de «Poker Face». En su letra, Gaga habla sobre una aventura de una noche llena de excesos en un rave, al que se refiere como el jardín del Edén como una alegoría al paraíso por el consumo de drogas recreativas como el MDMA. Para Walden Green de Pitchfork, la canción «hace que ser heterosexual suene divertido otra vez», al incorporar versos como I could be your girlfriend for the weekend, you could be my boyfriend for the night (traducible al español como «podría ser tu novia durante el fin de semana, podrías ser mi novio por esta noche»), que evocan la naturaleza juguetona de algunos de sus temas pasados como «LoveGame» y «G.U.Y.». Además del jardín del Edén, la letra hace referencia a otros elementos del cristianismo como el fruto prohibido para simbolizar la seducción, el peligro y el deseo como parte de la narrativa, donde Gaga incita a su amante a comerse la manzana envenenada, también en alusión a la tentación y las malas decisiones al momento del consumo de drogas.

## Recepción

### Comentarios de la crítica
«Garden of Eden» recibió comentarios mayormente positivos por parte de la crítica especializada, que lo destacaron como una de las mejores canciones de Mayhem (2025).
Walden Green de Pitchfork elogió el breakdown, que describió como «mecanizado y aplastante» y que está «diseñado para unir a los seguidores del IDM y a los Pequeños monstruos». Alexis Petridis de The Guardian dijo que es el tipo de canción que «cantan alegremente los placeres de los fugaces encuentros en los clubes como bálsamo para el alma». Steven J. Horowitz escribió para la revista Variety que se asemeja a los sonidos producidos por RedOne y a la estética de The Fame (2008) y The Fame Monster (2009), lo que la hace «un dulce deleite tan alineado con esa estética que podría haber encajado perfectamente en cualquiera de esos proyectos». Bittany Spanos de Rolling Stone afirmó que «tiene uno de los estribillos pop más adictivos del álbum». Robin Murray de Clash expresó que «crea un piledriver destinado a los estadios» gracias a sus riff de guitarras. En su reseña sobre Mayhem, Jill Wannasa del sitio Shatter the Standards la destacó como una de sus pistas favoritas del álbum junto con «Killah» y «Blade of Grass». Stephen Ackroyd de Dork dijo que «Garden of Eden» y «Zombieboy» son «un par de gloriosas canciones de fiesta destinadas a convertirse en himnos nocturnos para las criaturas de la noche». Christian Allaire de Vogue coincidió en que ambas estaban «destinadas a convertirse en himnos de los clubes gay». Stephen Daw de la revista Billboard la calificó como la segunda mejor canción de Mayhem y sostuvo que:

¿Qué esperabas de Mayhem? ¿Pop gótico oscuro a lo «Bloody Mary»? ¿Quizás las vibras de Club Kids de «Money Honey»? ¿Qué tal la electrónica estridente de «G.U.Y.»? Te presento «Garden of Eden», una mezcla ecléctica y excelentemente elaborada de todos los sonidos que han ayudado a hacer de Gaga el ícono que es. Volviendo directamente al club, «Garden of Eden» trae florituras de toda la extensa carrera de Gaga mientras la cantante se precipita hacia el pop de los 2000 con un abandono temerario, invitándote a seguirla. Llámalo una garantía: para cuando llegues al primer desglose posterior al estribillo, estarás enganchado por esta joya del pop perfecta.

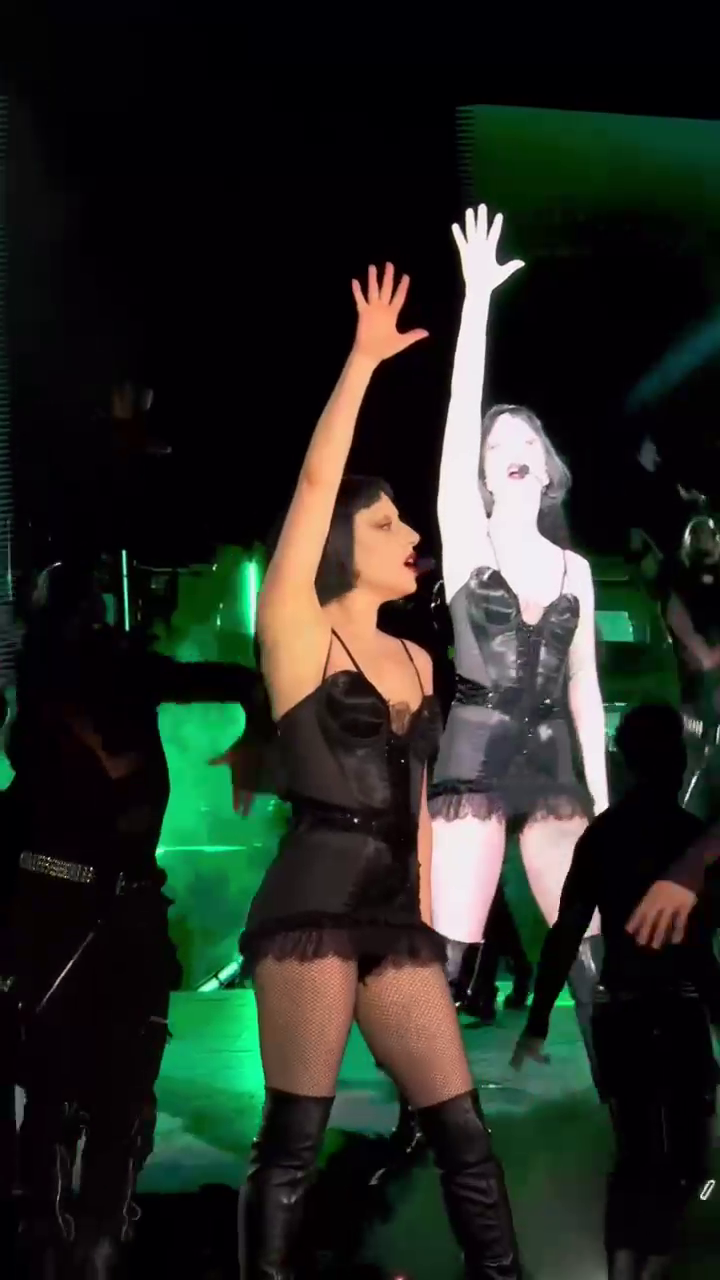
Gaga interpretando «Garden of Eden» durante su concierto gratuito en Rio de Janeiro en 2025.

Chris Hedden de Screen Rant la ubicó como la novena mejor canción dentro de Mayhem y expresó que es «la combinación perfecta de un pop rockero y áspero de Gaga con una dosis embriagadora de influencia que recuerda a la sensualidad de la Madonna de la vieja escuela de los años 1980. La pista de baile está abierta y el club está vivo y animado, así que disfruta de las luces y sumérgete en la euforia». La revista The Fader la describió como «un triunfo dance pop», mientras que Chick Arnold de The New York Post aseguró que «tiene un toque industrial que es más rock sucio que el pop lindo de, digamos, Sabrina Carpenter». Por su parte, Neil Z. Yeung de AllMusic comparó la pista con el sonido del electroclash de los años 2010 y también destacó su estribillo. Jason P. Frank del sitio Vulture dijo que «es un regreso al estilo synth pop de The Fame y The Fame Monster». Otros críticos fueron menos receptivos, como Alexa Camp de Slant Magazine, que aseguró que la canción «intenta revivir el estilo de chica fiestera y desordenada que lanzó la carrera de Gaga con The Fame». Por su parte, Ed Power de The Irish Times calificó a la letra de «trillada» y que marca el punto donde Mayhem se convierte en «un agujero negro de pop metal monótono».
Lindsay Zoladz de The New York Times expresó que «la ronca y gloriosamente hedonista "Garden of Eden" se desarrolla como un regreso aún más vívido al club que Gaga visitó en su primer éxito, "Just Dance"». Para Spencer Kornhaber de The Atlantic, la canción es «ambiciosa» por combinar elementos de «Paparazzi» y «Bad Romance», pero aseveró que «no es una canción nueva que intenta imitar una canción clásica, es una canción nueva sobre la sensación de escuchar una canción clásica». La revista Pitchfork la incluyó en su lista de las mejores canciones de la semana del 10 de marzo de 2025.

### Rendimiento comercial
Tras el lanzamiento de Mayhem, «Garden of Eden» debutó en el noveno puesto del listado diario de canciones más escuchadas de Spotify a nivel global el 8 de marzo de 2025, tras lograr 4.44 millones de streams, lo que supuso el mayor debut de ese día y la tercera canción del álbum dentro del top 10. La canción debutó en el puesto 31 del Global 200 de Billboard, conteo que reúne las canciones más reproducidas y vendidas globalmente. En los Estados Unidos, se ubicó en el puesto 52 del Billboard Hot 100 durante la semana del 22 de marzo de 2025, y alcanzó el tercer puesto del Hot Dance/Pop Songs. En Canadá, llegó al puesto 43 del Canadian Hot 100, mientras que en Brasil alcanzó el puesto 47 del Brasil Hot 100.
En el Reino Unido, debutó en la posición número 23 del UK Singles Chart, lo que marcó su trigésima segunda canción en ingresar al top 40 del listado. En Irlanda, debutó en el puesto 31 mientras que en Francia lo hizo en la posición 82.

## Presentaciones en vivo
Gaga interpretó la canción por primera vez durante el festival de Coachella el 11 de abril de 2025, donde la incluyó en el primer acto del espectáculo. En la actuación, el escenario se tiñó de verde y Gaga tocó la guitarra.

## Posicionamiento en listas

### Semanales
| Alemania        | German Singles Chart          | 92 |
| Brasil          | Brasil Hot 100                | 47 |
| Canadá          | Canadian Hot 100              | 43 |
| España          | Top 100 Canciones             | 84 |
| Estados Unidos  | Billboard Hot 100             | 52 |
| Estados Unidos  | Hot Dance/Pop Songs           | 3  |
| Finlandia       | Suomen Virallinen Singlelista | 36 |
| Francia         | French Singles Chart          | 82 |
| Grecia          | Digital Singles Chart         | 17 |
| Mundo           | Global 200                    | 31 |
| Irlanda         | Irish Singles Chart           | 31 |
| Italia          | Top Singoli                   | 97 |
| Lituania        | AGATA Top 100                 | 60 |
| Nueva Zelanda   | NZ Top 40 Singles Chart       | 4  |
| Países Bajos    | Single Top 100                | 75 |
| Portugal        | Portuguese Top 200 Chart      | 51 |
| Reino Unido     | UK Singles Chart              | 23 |
| República Checa | Singles Digitál Top 100       | 77 |
| Suecia          | Sverigetopplistan             | 92 |
| Suiza           | Schweizer Hitparade           | 43 |